# El líder de la manada
El líder de la manada fue un programa para enseñar a varios participantes como ser los líderes de manada y rehabilitar a perros callejeros y abandonados que llevan años en refugios y encontrarles familias que les puedan adoptar.
Este programa estuvo producido por Cuatro y presentado por el entrenador de perros César Millán.
Se emitió en el canal de televisión Cuatro los viernes de 21:30 a 22:45 aunque algunos días se amplió hasta las 00:00 h.

## Mecanismo
Para cada perro se presentan tres participantes que desean adoptarlo. Después de varias semanas de entrenamientos intensivos, rehabilitación y evaluaciones, César elige a la persona o personas que, por sus características, se adaptan mejor al perro en cuestión.

## Famosos invitados
Algunos famosos han participado como invitados para adoptar a perros abandonados y otros para concienciar a la gente para que adopte, éstos son:
- Álex García
- Fernando Tejero
- Tita Cervera
- Ana Turpin
- Angy Fernández
- Beatriz de Orleans
- Mónica Cruz
- Jordi Rebellón
- Dani Martín
- Jesús Calleja
- Elena Tablada

## Audiencias
| Programa | Título original                      | Día de emisión          | Espectadores | Share |
| -------- | ------------------------------------ | ----------------------- | ------------ | ----- |
| 1        | En busca de un hogar para Olvidado   | 2 de diciembre de 2011  | 1 200 000    | 6,7%  |
| 2        | Tita Cervera, madrina de lujo        | 2 de diciembre de 2011  | 1 084 000    | 6,1%  |
| 3        | Buscando un hogar para Car           | 9 de diciembre de 2011  | 1 415 000    | 7,9%  |
| 4        | El actor Álex García, solidario      | 16 de diciembre de 2011 | 1 002 000    | 5,6%  |
| 5        | A por la adopción de Barquito        | 23 de diciembre de 2011 | 925 000      | 5,3%  |
| 6        | Mónica Cruz, la líder de su manada   | 30 de diciembre de 2011 | 883 000      | 5,1%  |
| 7        | Ana Turpin adopta a Óscar            | 30 de diciembre de 2011 | 870 000      | 4,8%  |
| 8        | Dani Martín apadrina a Alaska        | 6 de enero de 2012      | 1 021 000    | 5,9%  |
| 9        | Elena Tablada, voluntaria por un día | 13 de enero de 2012     | 907 000      | 4,9%  |
| 10       | El desafío canino de Jesús Calleja   | 13 de enero de 2012     | 1 087 000    | 6,0%  |

## Audiencia media de todas las ediciones
| Edición                                | Fecha       | Cadena | Espectadores | Cuota |
| -------------------------------------- | ----------- | ------ | ------------ | ----- |
| El líder de la manada: Primera edición | 2011 - 2012 | Cuatro | 1.039.000    | 5,8%  |

- Datos: Q5825612